# Karl Pflaum
Pour les articles homonymes, voir Pflaum.
Karl Pflaum, né le 17 novembre 1890 à Passau et mort le 19 décembre 1957 à Neuötting (quartier d'Alzgern) dans l'arrondissement d'Altötting, est un Generalleutnant allemand qui a servi au sein de la Wehrmacht pendant la Seconde Guerre mondiale, principalement dans la région grenobloise.

## Biographie
Karl Pflaum entre dans le service active le 23 juillet 1910 en tant qu'élève officier au 8e régiment d'infanterie royal bavarois (de).
Entre 1928 et 1929, il suit des études de psychologie à l'université de Berlin. Le 1er octobre 1930, il est nommé officier d'état-major. De 1937 à 1939, il est chef du Centre de tests psychologiques de Munich. Le 9 octobre 1941, il prend le commandement de la 258. Infanterie-Division sur le Front de l'Est et le 20 septembre 1942, commandant de la 157. Reserve-Division. Le 1er octobre 1943, basé depuis 3 semaines à Grenoble, il est promu Generalleutnant (général de division). Durant son commandement, se déroule le massacre de la Saint-Barthélemy grenobloise. Il sera à l'origine de l'attaque des maquis du Vercors en juillet 1944. Le 31 août 1944, alors qu'il vient d'évacuer ses troupes de la région grenobloise, il passe son commandement de la 157. Res.Div. au Generalmajor Paul Schricker pour raisons de santé. Durant l'attaque du plateau des Glières en mars 1944, le général Pflaum en présence du responsable SS Jeewe chef du Sipo-SD Annecy dépendant du KDS de Lyon se concertent avec le colonel Franz Schwehr qui était le commandant du principal régiment prévu pour l'attaque du plateau des Glières. Le 21 mars 1944, le général Pflaum est reçu par le chef des opérations de la Milice française Jean de Vaugelas futur chef de maintien de l’ordre à Limoges.
En février 1947, il est arrêté par les Américains et emprisonné par les Français. Il reste en captivité jusqu'au 25 décembre 1951 où il est libéré pour raison de santé. Il décède en Allemagne le 19 décembre 1957 sans avoir été jugé.

## Promotions
| 28 octobre 1912   | Leutnant        |
| 16 mars 1916      | Oberleutnant    |
| 22 septembre 1921 | Hauptmann       |
| 1er juin 1932     | Major           |
| 1er mars 1935     | Oberstleutnant  |
| 1er octobre 1937  | Oberst          |
| 1er octobre 1941  | Generalmajor    |
| 1er octobre 1943  | Generalleutnant |

## Décorations
- Croix de fer (1914)
  - 2e Classe
  - 1re Classe
- Croix d'honneur
- Agrafe de la liste d'honneur (22 juillet 1941)
- Croix allemande en Or le 19 janvier 1942 en tant que Generalmajor et commandant de la 258.Infanterie-Division